# All the Vermeers in New York
All the Vermeers in New York ist ein Spielfilm des amerikanischen Filmemachers Jon Jost aus dem Jahr 1990. Er handelt von der kurzen, oberflächlich bleibenden Beziehung zwischen einer Schauspielerin und einem Finanzmakler, die sich vor den Bildern von Jan Vermeer kennenlernen, sowie weiteren Personen aus ihrem Umfeld. Der Film wurde als Kommentar zur Kunst- und Finanzwelt sowie der amerikanischen Gesellschaft in den 1980er Jahren interpretiert.
All the Vermeers in New York wurde 1990 beim Toronto International Film Festival uraufgeführt und gewann auf den Internationalen Filmfestspielen Berlin 1991 den Caligari Filmpreis. In den deutschen Kinos lief der Film 1991 als Original mit Untertiteln. Eine Synchronfassung wurde am 26. Februar 1993 unter dem Titel All’ die Vermeers in New York auf West 3 ausgestrahlt.

## Handlung
Im Metropolitan Museum of Art in New York begegnen sich die aus Frankreich stammende Schauspielerin Anna und der Finanzmakler Mark zum ersten Mal. Anna, auf der Suche nach Inspiration für die Darstellung der Figur eines Tschechow-Stückes, ist in die Betrachtung der nebeneinander aufgehängten Gemälde Lautenspielerin am Fenster, Bildnis eines jungen Mädchens und Junge Frau mit Wasserkanne am Fenster von Jan Vermeer versunken. Mark, der in der Ruhe des Museums einen Ausgleich für seinen stress- und lärmreichen Arbeitstag sucht, fällt die Ähnlichkeit der jungen Frau mit dem jungen Mädchen von Vermeer ins Auge. Er steckt ihr einen Zettel zu.
Zur Verabredung erscheint Anna in Begleitung ihrer Mitbewohnerin Felicity, die in der Galerie von Gracie Mansion arbeitet, und gibt vor, sie als Übersetzerin zu benötigen. Obwohl die Begegnung distanziert bleibt, schließen sich weitere Treffen an, unter anderem auf der Aussichtsplattform des World Trade Centers, auf der Anna den Ausblick  genießt, während Mark sein Unbehagen zum Ausdruck bringt, dass entfernte Menschen zu winzigen Punkten schrumpfen. Er bietet Anna an, in sein luxuriöses Apartment in der Upper West Side einzuziehen. Sie ist zwar der Gesangsübungen ihrer dritten Mitbewohnerin Nicole überdrüssig, bleibt aber ablehnend. Stattdessen lässt sie sich von Mark ihren Mietanteil von 3000 $ zahlen. Anna hat Heimweh nach Frankreich und vermisst ihren dort lebenden Freund. Felicity, die Differenzen mit ihrem Vater, einem Patriarchen alter Schule, über nachhaltige Finanzanlagen hat, möchte sie nach Europa begleiten.
Ausgebrannt nach beruflichen Rückschlägen besucht Mark erneut die Vermeer-Sammlung. Bei der Betrachtung der Bilder hat er plötzlich eine Hirnblutung. Mit letzter Kraft erreicht er eine Telefonzelle und ruft Anna an, weil er niemand anderen hat, an den er sich wenden könnte. Er spricht ihr eine Liebeserklärung auf den Anrufbeantworter und bricht zusammen. Anna, die gerade mit Felicity ihre Wohnung verlassen will, kehrt noch einmal um und hört die Sprachmitteilung ab. Sie rennt ins Museum und findet Marks zurückgelassene Jacke. Vor Vermeers Bildern rezitiert sie eine Betrachtung über Sterblichkeit und Kunst.

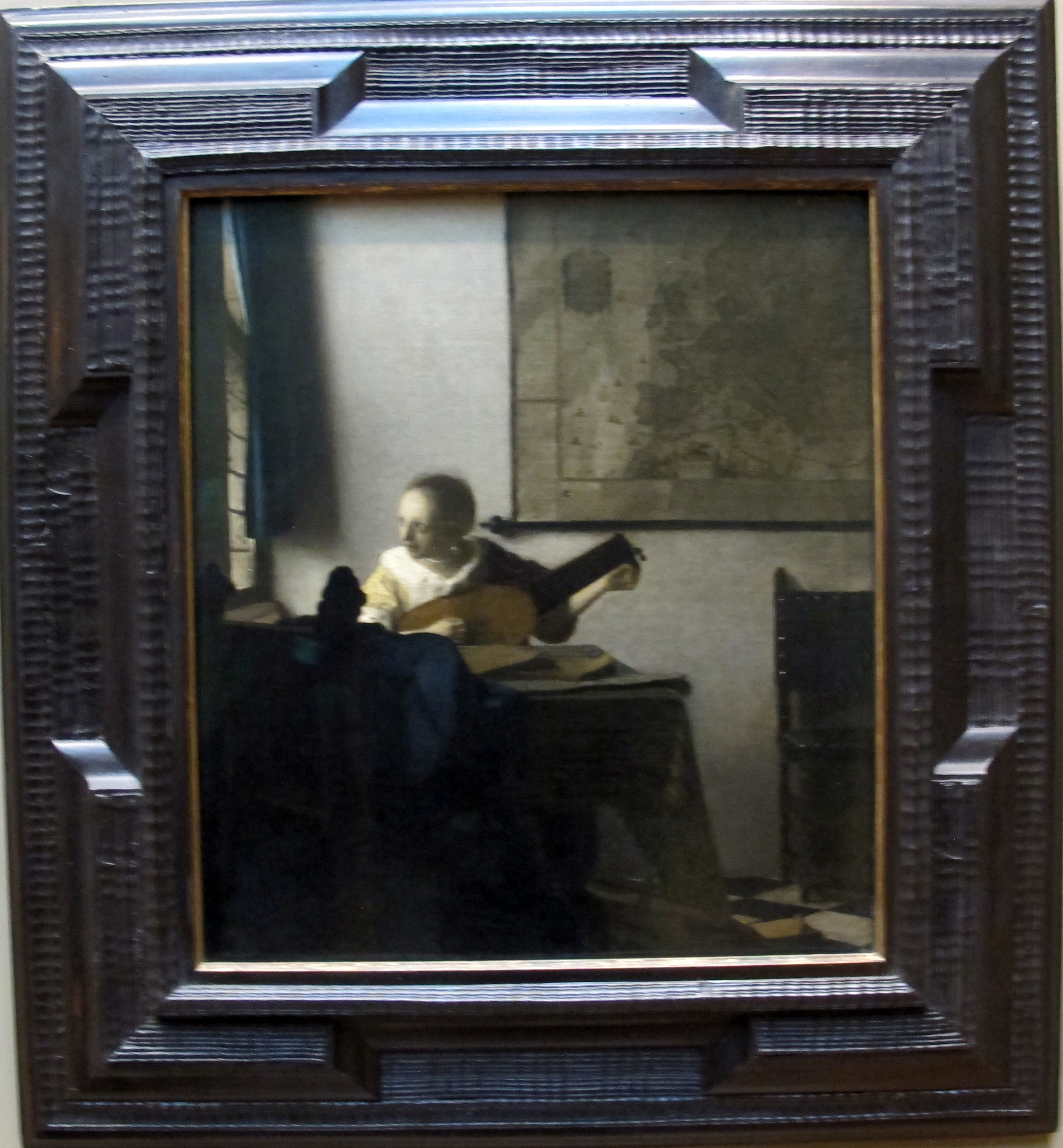
Jan Vermeer: Lautenspielerin am Fenster (1664), Öl auf Leinwand, 51,4 × 45,7 cm, Metropolitan Museum of Art, New York
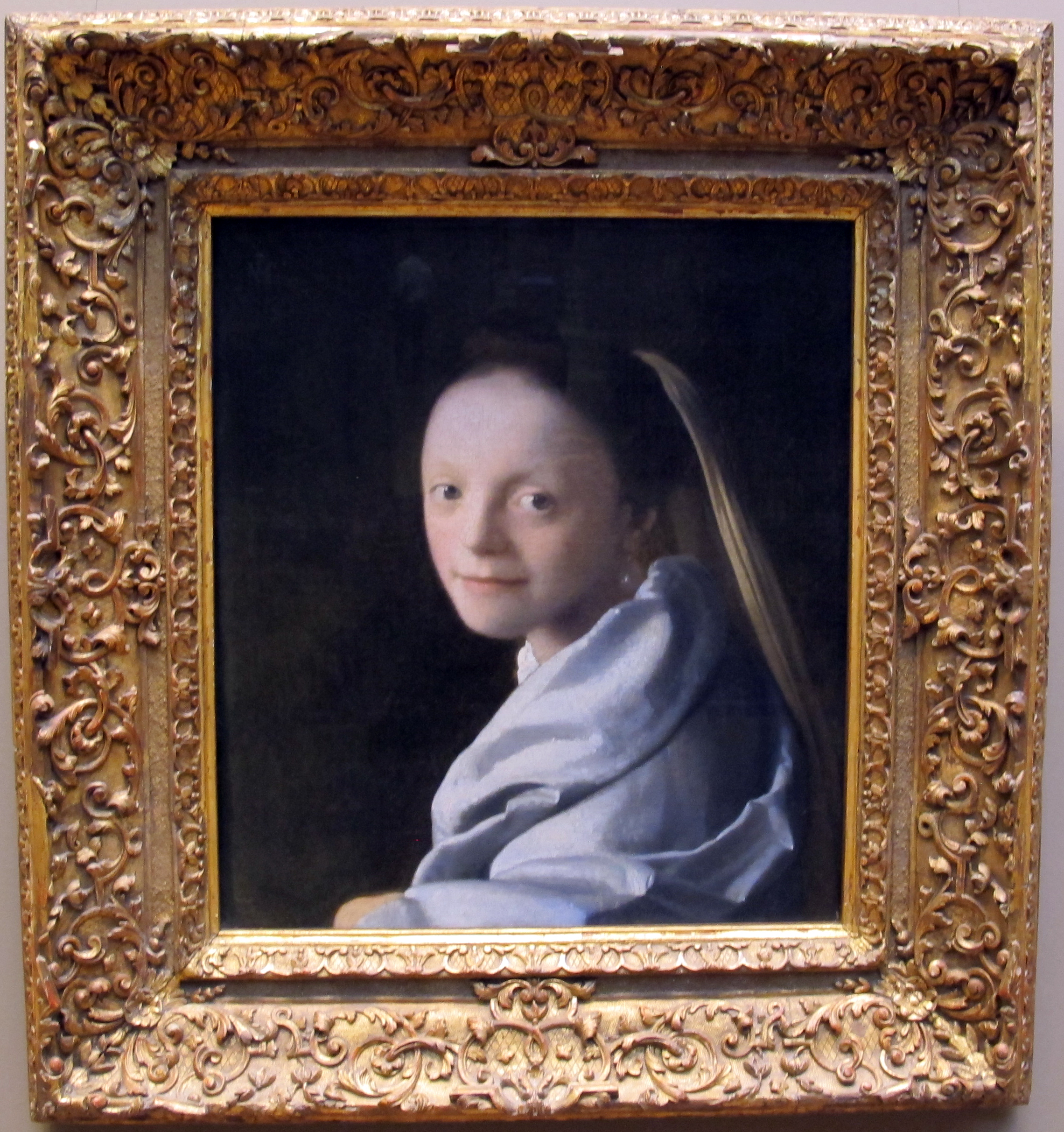
Jan Vermeer: Bildnis eines jungen Mädchens (1666/67), Öl auf Leinwand, 44,5 × 40 cm, Metropolitan Museum of Art, New York
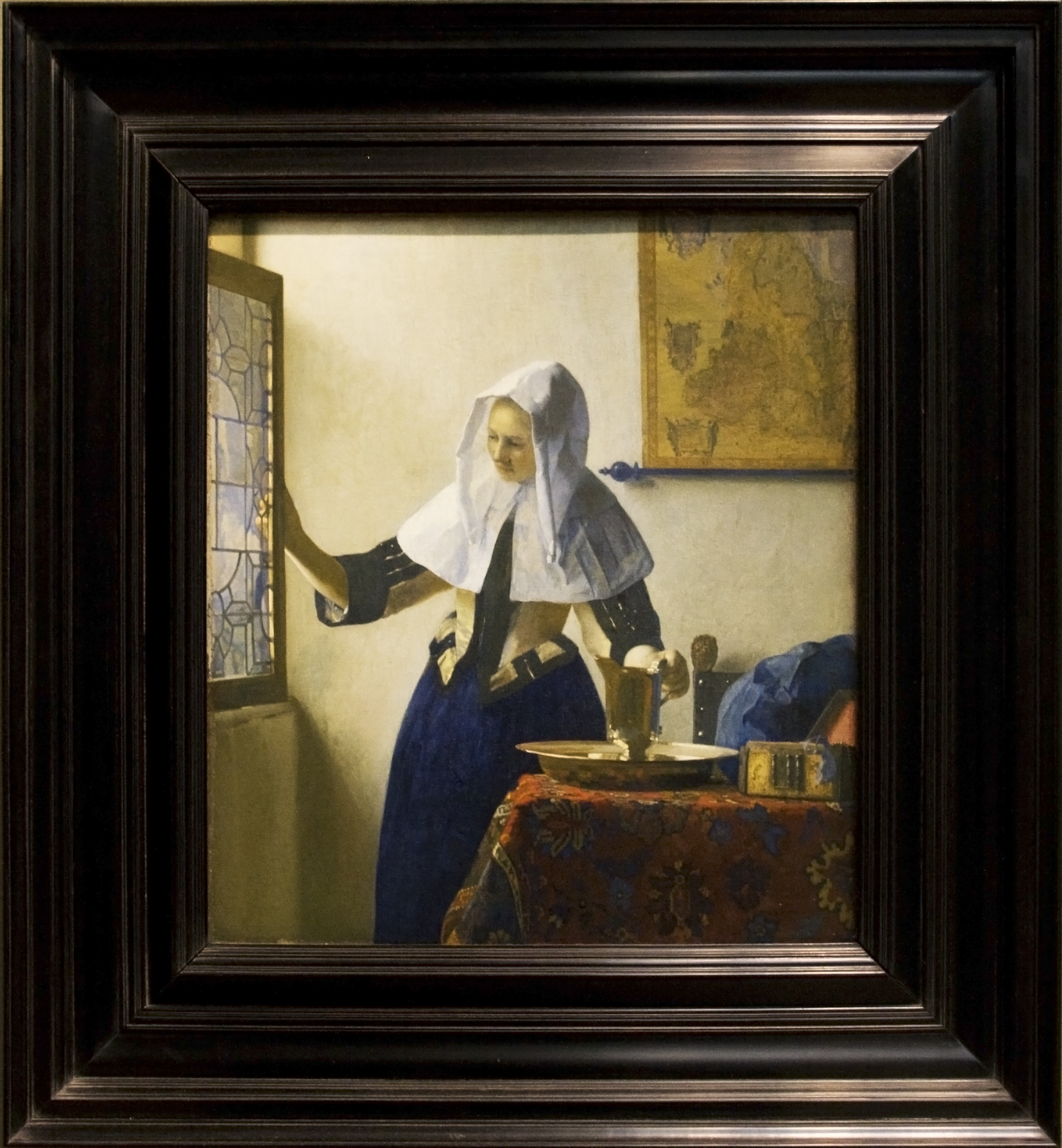
Jan Vermeer: Junge Frau mit Wasserkanne am Fenster (1664/65), Öl auf Leinwand, 45,7 × 40,6 cm, Metropolitan Museum of Art, New York

## Produktion
All the Vermeers in New York ist ein Improvisationsfilm. Es gab kein vorab festgelegtes Handlungsgerüst, kein Drehbuch, die Dialoge und Kameraeinstellungen entwickelte der Regisseur mit den Schauspielern am Set. Gegenüber der Produktionsfirma American Playhouse äußerte Jost nur eine grundsätzliche Idee: „Es wird um die Börse, die Kunstwelt und New York und Vermeer gehen.“ Lediglich die Schlussszene, die Verschmelzung von Anna mit dem Gemälde von Vermeer, hatte er von Anfang an vor Augen. Erstmals drehte Jost auf 35-mm-Film. Wie üblich übernahm er selbst die Kamera und verzichtete auf künstliche Beleuchtung. Die Filmcrew bestand aus ihm selbst, einem Kameraassistenten, einem Tontechniker und einer Hilfskraft.
Als Vorbereitung für den Film lebte Jost ein Jahr in New York. Die Recherchen vor Ort waren für ihn eine notwendige Grundlage, gerade wegen des Verzichts auf ein festes Drehbuch. Sie sind allerdings für den Zuschauer oft nicht zu bemerken. So spielte Jost bei den Verweisen auf Vermeer und die Tulpen, die Mark Anna bei ihrer ersten Verabredung überreicht, auf den ehemaligen Namen der Stadt Nieuw Amsterdam an. An Vermeer beeindruckte ihn die Klarheit der Bilder, der Verzicht auf erzählerische Fingerzeige und Details, die viele Genre-Bilder seiner Zeitgenossen überladen. Der Film sollte nicht die Bildsprache Vermeers imitieren, aber jede Szene sollte für sich stehen können wie ein Gemälde.
All the Vermeers in New York wurde in vier Wochen von Mitte Oktober bis Mitte November 1989 gedreht.
Der Beginn der Dreharbeiten erwies sich als schwierig. Jost hatte für eine Woche den Loft eines Börsenmaklers in SoHo angemietet, in dem die Wohngemeinschaft der drei Frauen leben sollte. Mehrere Tage verstrichen, ohne dass sich der Regisseur und die drei Schauspielerinnen auf die Handlung einigen konnten. Schließlich schlug Jost eine Abbildung der Realität vor, indem er Emmanuelle Chaulet mit der Frage nach ihrem Text beginnen ließ – im Film ist die Frage bezogen auf ein Stück von Tschechow, das die Schauspielerin Anna lernt. Dies durchbrach den Bann und die weiteren Szenen schlossen sich rasch an. Erst als sich Jost über den Ausgang des Films klar geworden war, kehrten sie noch einmal für eine abschließende Szene in den Loft zurück.
Nach Ende der Dreharbeiten war Jost zwar mit dem gefilmten Material zufrieden, aber nicht sicher, ob sich daraus ein einheitlicher Film ergab. Für den Zusammenhang der Szenen sorgte unter anderem die Musik, die Jost nach der Schnittfassung von Jon A. English komponieren ließ. Das achtzehnköpfige Bay Area Jazz Composer’s Orchestra war ein für Josts Verhältnisse großes Ensemble, nahm sich aber in den für Sinfonieorchester konzipierten Räumlichkeiten in George Lucas’ Skywalker Ranch, die für die Aufnahmen angemietet werden konnten, klein aus. Als sich Filmmaterial, Schnitt und Musik ineinander fügten, passte für Jost „alles perfekt zusammen, sauber, präzise und akustisch und visuell so kalkuliert wie ein Vermeer“.

## Interpretation
All the Vermeers in New York ist laut Peter Lunenfeld eine Erzählung über einen Mann und eine Frau, die sich begegnen und wieder trennen, in einem Milieu der amerikanischen Gesellschaft, das sich gleichermaßen aus Geld, Kunst und geistigem Verfall zusammensetzt. Anna ist eine Vertreterin der Legionen von jungen Mittzwanzigern in New York, die alle im Begriff sind, „etwas zu werden“, in ihrem Fall Schauspielerin, ohne tatsächlich professionell an ihrem Ziel zu arbeiten. Mark hingegen lebt nicht mehr für zukünftige Versprechungen, sondern zieht den größtmöglichen Gewinn aus der Gegenwart. Er kämpft an der vordersten Linie des Handelskrieges und sucht in Museen nach Stressabbau. In der Beziehung zu Anna verschmelzen für ihn ästhetische Vorlieben und emotionale Bedürfnisse. Die Leere ihres Umgangs wird in der Schlussszene auf die Spitze getrieben, in der Sentimentalität nur zu Pathos führt: Mark schwört seine Liebe nicht einer Frau, sondern einem Anrufbeantworter. Anna verlässt New York gen Frankreich in dem Moment, in dem er im Sterben liegt.
Für Emanuel Levy fängt der Film aber auch den Zerfall einer Ära ein, der instabilen 1980er Jahre, in denen alles zum Handelsobjekt wurde, auch die Kunst und die Liebe, was sich etwa an Annas gieriger Geldforderung zeigt. Er vergleicht den Börsencrash 1987 mit der Tulpenmanie in den Niederlanden zu Vermeers Zeiten. Bei einer Kamerafahrt über ein Bücherregal stechen zwei Werke hervor, die den Geist der 1980er Jahre transportieren und in allen Haushalten der oberen Mittelklasse präsent waren: James Gleicks Geschichte der Chaostheorie und Tom Wolfes Fegefeuer der Eitelkeiten. Die Welt der Börsenmakler und Schauspieler, Maler und Galeriebesitzer im Film ist eine gleichzeitig schöne, aber dekadente Welt, an der Oberfläche ruhig, aber von tiefen Ängsten durchdrungen. Die Flucht in die Kunst erweist sich am Ende als ebenso sinnlos wie die Suche nach Liebe, die bloß eine Täuschung ist, indem Leere als Geheimnis und Stille als Tiefe fehlinterpretiert werden. Mark sucht in Anna transzendente Schönheit, doch in Wahrheit ist sie nur eine unsichere und gefühllose Person.
Eine zentrale Szene des Filmes ist für Levy „eine Meditiation über die Ausgestaltung und Bedeutung des Raumes“. Drei unterschiedliche Ebenen, das Porträt eines jungen Mädchens von Vermeer, Einstellungen von Anna beim Betrachten des Bildes und von Mark beim Betrachten Annas, werden miteinander verschmolzen. Ein Voyeur beobachtet das Objekt seiner Begierde, dieses betrachtet als Subjekt ein Gemälde, das wiederum seine Objektivierung umkehrt und auf die Figuren des Filmes und das Publikum des Filmes zurückschaut und sie zum Objekt seines Blickes macht.
Als eine andere charakteristische Szene benennt Peter Hogue eine Einstellung in der Wohngemeinschaft, bei der Anna eine Passage aus Marcel Prousts La prisonnière (Auf der Suche nach der verlorenen Zeit) über Vermeer im französischen Original liest, während Felicity mit Kopfhörern lernt und unvermittelt anfängt zu schluchzen. Keine der Handlungen wird erklärt, hat eine Beziehung zueinander oder zum Rest des Films (mit Ausnahme des Leitmotivs Vermeer), alles wirkt wie Fragmente einer Collage, wozu auch die Kamerafahrt beiträgt, die sich auf unterschiedliche Gegenstände in der Wohnung fokussiert und wie in einem Stillleben auf einem am Boden liegenden Laken verharrt.
Hogue sieht All the Vermeers in New York als Gegenstück zu Josts Vorgänger-Film Rembrandt Laughing (1988). Nicht nur beziehen sich beide Filme in ihren Titeln auf alte Meister aus den Niederlanden, beide zeichnen sich auch durch eine ähnliche Kameraführung aus, die Distanz zu melodramatischen Emotionen aufbaut und eine eigene visuelle Poesie schafft, sowie durch die Musik von Jon A. English, der in Rembrandt Laughing auch vor der Kamera zu sehen ist. Beide Filme sind Variationen zu den Themen Kunst und Sterblichkeit.

## Rezeption
Laut Emanuel Levy ist All the Vermeers in New York der bis dahin zugänglichste Film im Œuvre Jon Josts, der für seine Independent-Filme bekannt ist. Er lote die „Grenzen zwischen narrativem und experimentellem Kino aus“. Für Marjorie Baumgarten bricht er beinahe aus dem „Arthouse-Ghetto“ aus, indem er stärker den kommerziellen Konventionen folgt als seine früheren Werke, er bleibe dennoch „immer noch ein äußerst experimentelles Werk“. Um den Film zu genießen, muss man ihn laut Vincent Canby „unter Mr. Josts streng strukturierten Bedingungen akzeptieren“.
Michael Wilmington hält den „schönen und beunruhigenden Film“ All the Vermeers in New York für einen „der bemerkenswertesten amerikanischen Filme des Jahres 1992“. Roger Ebert siedelt ihn zwischen Woody Allen und Eric Rohmer an und bekennt: „Wäre All the Vermeers in New York auf Französisch mit Untertiteln gewesen, hätte ich sofort gewusst, was mich erwartet. Es ist ungewöhnlich, einen so intelligenten Film auf Englisch zu finden.“
Der Filmdienst lobt „die klaren, manchmal fast blendenden Bilder und den raffinierten Musik-Einsatz“. In seiner strengen Komposition schaffe der Film „eine reizvolle Kunstwelt im Sinne Vermeers“.
All the Vermeers in New York gewann den Caligari Filmpreis auf den Internationalen Filmfestspielen Berlin 1991 sowie im selben Jahr den Preis für den besten Experimental/Independent Film der Los Angeles Film Critics Association. In den Vereinigten Staaten wurde er 1992 in den Kinoverleih aufgenommen und spielte 142.000 $ ein.